# Belgium alkotmánya

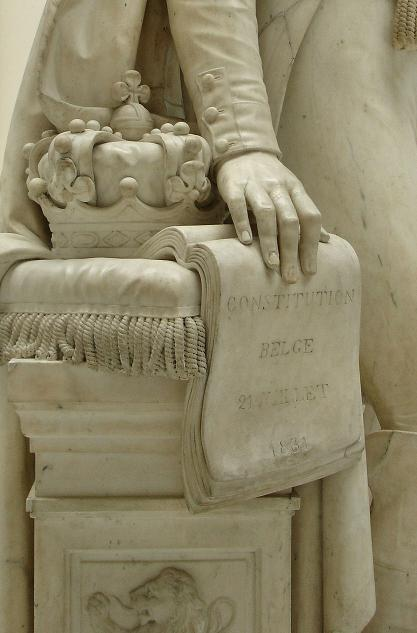
I. Lipót belga király szobra, aki jobb kezét a belga alkotmány első változatán nyugtatja.

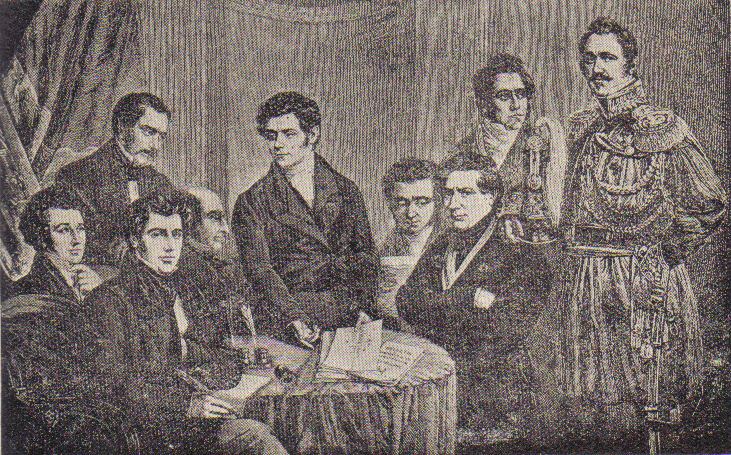
Az ideiglenes kormány tagjai, akik jóváhagyták az 1830-as alkotmánytervezetet

Belgium alkotmányát 1831-ben fogadták el. A belga szabadságharcot követően az alkotmányozó gyűlés Belgium államformáját parlamentáris monarchiaként határozta meg, amely alapját a hatalmi ágak szétválasztása adja. Az eredeti belga alkotmány szerint az ország erősen központosított, egységes állam volt. Azonban az 1970-es években megkezdődött, több lépésben végrehajtott alkotmányreform eredményeként Belgium mára egy szövetségi állammá fejlődött, amelyet három régió, három nyelvi és két kulturális közösség alkot.
Az alkotmány utolsó jelentős változtatására 1993-ban került sor, ezt követően az alkotmány hivatalos verzióját a belga kormány hivatalos lapjában tették közzé. Az utolsó változások egyike volt a "Döntőbíróság" megalapítása volt. A Döntőbíróság hatáskörét egy 2003-as törvény kiterjesztette az alkotmány 8 - 32, 170, 172 és 191 cikkelyeire. Lényegében a Döntőbíróság kezdte betölteni egy alkotmánybíróság feladatait, és 2007 májusában ennek megfelelően át is nevezték Belga Alkotmánybírósággá. A bíróság feladata megvizsgálni, hogy egy új törvénytervezet, jogszabály vagy kormányrendelet összhangban áll-e az alkotmány előírásaival.

## Története
A forradalom kezdeti sikerein felbuzdulva 1830. november 25-én adta közre Belgium alkotmányának első változatát a Belgium ideiglenes kormánya által kinevezett alkotmányozó bizottság. Az alkotmánytervezetet ezután a Belga Nemzeti Kongresszus elé terjesztették, amely 1831. február 7-én fogadta el azt. Az alkotmány 1831. július 26-án lépett életbe.
Belgium alkotmánya nem előzmény nélküli volt: részben az 1791-es francia alkotmányon, az 1814-es charteren, illetve az 1830-as francia alkotmányon alapult, illetve figyelembe vették Hollandia 1814-es alkotmányát és az Egyesült Királyság alkotmányos hagyományait is. A belga alkotmány azonban ezektől független, önálló dokumentum, amelynek alapvető irányelvei ma is érvényesek és hatályban vannak. Az alkotmány Belgium államformáját parlamentáris monarchiaként határozta meg, amelyet a király által kinevezett, a parlamenti választások eredményeit összetételében tükröző kormány vezet. A mindenkori belga uralkodó az alkotmányra tesz esküt trónra lépésekor.
1849-ben a dán alkotmányt részben a belga, részben pedig a norvég alkotmány alapján dolgozták ki.
A belga alkotmány első hivatalos változatait francia nyelven adták közre. Az első hivatalos holland nyelvű változatot csak 1967-ben fogadta el a belga parlament. Egészen addig a holland fordítás jogi hatály nélküli, nem hivatalos dokumentum volt csak. 1991 óta, a nyelvi közösség kialakulásával párhuzamosan, egy német nyelvű hivatalos verziót is elfogadott a parlament.

### Az alkotmány és az állam párhuzamos fejlődése
Az 1831-es alkotmány Belgiumot egységes, központosított államként szervezte meg, háromszintű kormányzati rendszerrel: a központi kormány, a tartományok kormányzata és a helyi önkormányzatok. Az 1970-es években kezdődő alkotmányreform lényegében a központi kormányt hatáskörének csökkentésére, a két nagy közösség (vallon és flamand) kulturális és regionális kormányzatának megalapítására irányult. 1993 óta, az alkotmány első cikke értelmében, Belgium szövetségi állam, amelyet három régió (Flandria, Vallónia és a Brüsszel fővárosi régió) és három közösség (Flamand Közösség, Belgiumi Francia Közösség és a német nyelvi közösség) alkot.

## Az alkotmány előírásai

### I. rész: A szövetségi Belgium, alkotórészei és területei
Az alkotmány 2. cikke határozza meg a közösségeket, amelyek lényegében kulturális-oktatási feladatokat látnak el. Az alkotmány 3. cikke határozza meg a régiókat, amelyek régiós közigazgatási feladatokat látnak el. Az alkotmány 4. cikke négy nyelvi területet határoz meg: a holland nyelvterület, a francia nyelvterület, a német nyelvterület és a hivatalosan kétnyelvű Brüsszelt. Belgium minden helyi önkormányzata a négy nyelvterület egyikébe tartozik, ez határozza meg az adott önkormányzat területén hivatalos nyelvet. A nyelvi kisebbségek jogait és érdekeit is védik és támogatják nyelvhasználatukat a hivatalos ügyek intézésében.
A nyelvterületek nem állandóak, határaikat egy erre vonatkozó törvény előírásai alapján, a parlament hozzájárulásával lehet meghatározni.
Az alkotmány 5. cikke a flamand és a vallon régiót 5-5 tartományra osztja fel, egyben lehetővé teszi további tartományok kialakítását is. A 6. cikk előírja, hogy a tartományokat csak szövetségi szinten elfogadott törvénnyel lehet felosztani. A 7. cikk szerint a belga állam, a tartományok és az önkormányzatok határait csak törvény alapján lehet módosítani.

#### Általános politikai célok
2007-ben fogadták el az 1b. részt, amelynek címe A szövetségi Belgium, alkotórészei és területei általános politikai célkitűzései. Ebben a részben egyetlen cikk, a 7b. van, amelynek szövege: Hatásköreik végrehajtása során, a szövetségi állam, a közösségek és a régiók törekednek a fenntartható fejlődés általános célkitűzésének megvalósítására a szociális, gazdasági és környezeti területen, figyelembe véve a generációk közötti szolidaritást is.
A kiegészítés 2007. április 26-án jelent meg a belga kormány hivatalos közlönyében.

### II. rész: A belgák és jogaik
A belga alkotmány második része határozza meg a belgák jogait, azaz a belga állampolgárok számára biztosított alapvető jogokat és szabadságokat. Habár az alkotmány a "belgákról" beszél, az itt meghatározott szabadságjogok minden, Belgium területén tartózkodó természetes személyre vonatkoznak. A II. részben felsorolt szabadságjogok mellett minden belga állampolgár élvezi még az Emberi Jogok Európai Egyezményében rögzített szabadságjogokat.
Az alkotmány 8. és 9. cikke határozza meg a belga állampolgárság megszerzésének lehetőségeit. A 8. cikk emellett lehetővé teszi az EU állampolgárainak, hogy helyi önkormányzati választásokon szavazóként vehessenek részt.

A 10. cikk határozza meg az osztályok közötti különbségek eltörlését, a törvény előtti egyenlőséget, illetve a férfiak és a nők közötti egyenlőséget. A 11. cikk alapján minden szabadságjog megkülönböztetés nélkül mindenkit megillet. A 12. cikk garantálja a természetes személyek szabadságát és csak törvényben meghatározott esetekben lehet eljárást indítani. A 13. cikk szerint mindenkinek joga van bírósághoz fordulni. A 14. cikk tartalmazza a nulla poena sine lege elvét ("nincs büntetés törvény nélkül"). A 14b. cikk, amelyet 2005-ben illesztettek az alkotmányba, leszögezi, hogy Belgium eltörölte a halálbüntetést.

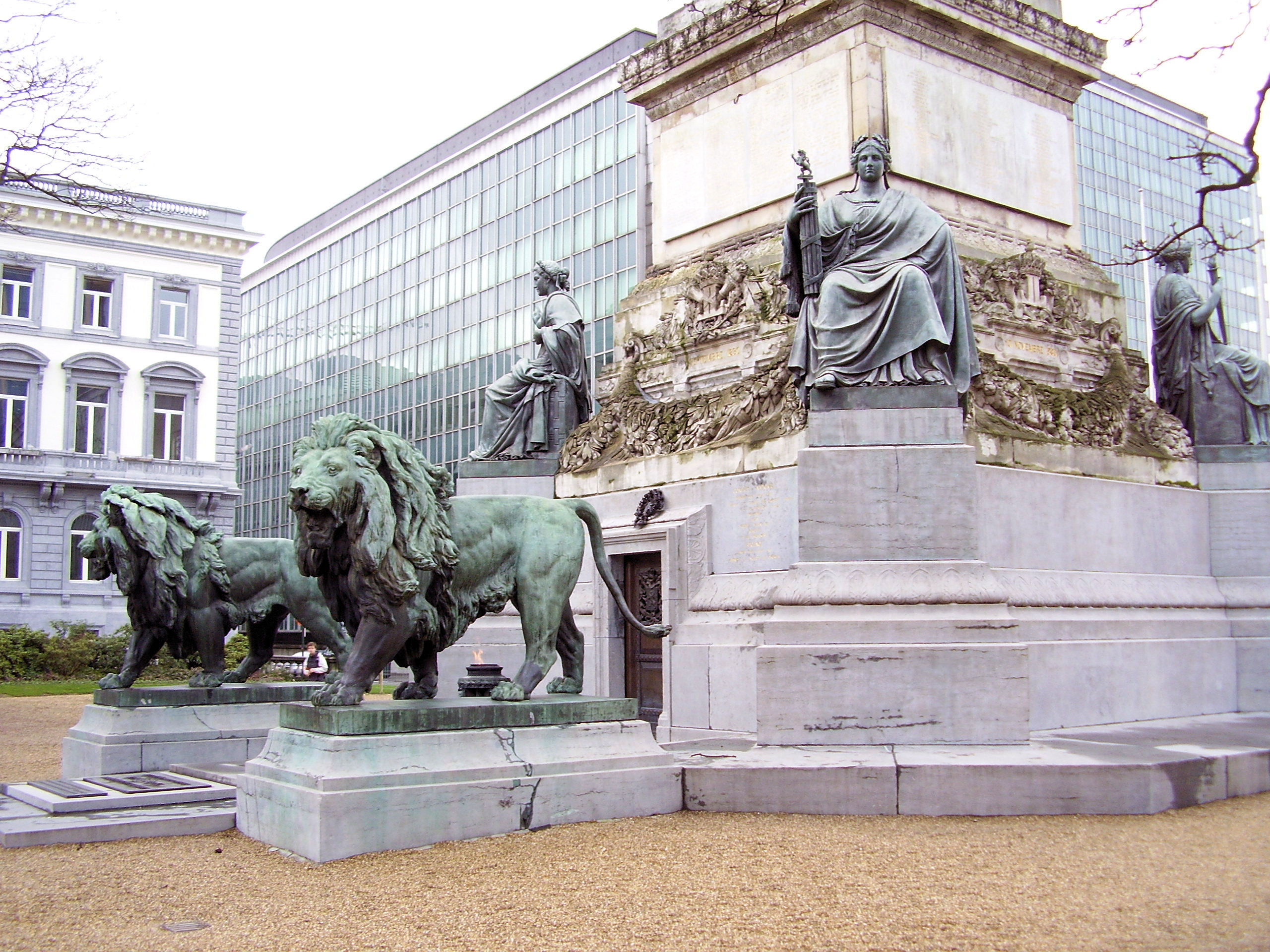
A kongresszusi oszlop négy sarkán ülő alakok az alkotmányban rögzített négy alapvető szabadságjogot jelképezik: a vallás, a gyülekezés, az oktatás és a sajtó szabadságát.

A 15. cikk védelmet biztosít a jogtalan rendőri intézkedések ellen, biztosítja az otthon sérthetetlenségét. A 16. cikk értelmében senkit sem lehet megfosztani magántulajdonától, kivéve törvényben meghatározott esetekben, a közjó érdekében, és csak megfelelő kompenzáció ellenében. A 17. cikk emellett meghatározza, hogy büntetésképpen senkitől sem lehet minden vagyonát elkobozni. A 18. cikk megismétli, hogy a halálbüntetést eltörölték és nem is lehet újra bevezetni.
A 19-21. cikkek biztosítják a vallásszabadságot, a 19. cikk emellett biztosítja a szólásszabadságot is. A 22. cikk biztosítja a magánélet védelmét, illetve a családi élet védelmét. A 22b. cikk minden gyermek részére biztosítja a "morális, fizikai, mentális és szexuális integritáshoz" való jogot.
A 23. cikk biztosítja az emberi méltósághoz való jogot, illetve ezen belül a következő alapjogokat:
- a munkához és a munkahely szabad megválasztásához való jogot, illetve a tisztességes munkahelyi környezethez és fizetéshez, valamint a kollektív szerződéshez való jogot
- a szociális biztonsághoz, egészségbiztosításhoz való jogot, valamint a szociális, orvosi és jogi segítséghez való jogot
- a megfelelő lakhelyhez való jogot
- az egészséges környezethez való jogot
- a kulturális és szociális fejlődéshez való jogot.

A 24. cikk garantálja a szabad oktatáshoz való jogot, illetve a szülők jogát gyermekeik oktatásának megválasztásához. Előírja, hogy a belga közösségeknek vallásilag semleges oktatást kell biztosítani lakóik számára, amely magában foglalja a tanárok és a diákok filozófiai, világnézeti és vallási nézőpontjainak tiszteletben tartását. Továbbá azt is előírja, hogy az iskolaköteles kor alatt az oktatás ingyenes.
A 25. cikk garantálja a sajtószabadságot, a 26. cikk a gyülekezési szabadságot, a 27. cikk az együlési szabadságot. A 28. cikk garantálja, hogy a belgák panaszaikkal a hatóságokhoz fordulhatnak, a 29. cikk pedig védi a levéltitkot.
A 30. cikk meghatározza, hogy Belgiumban bármilyen beszélt nyelv használható, illetve hogy egy meghatározott nyelv használatát csak törvény alapján és csak az állami hivatalok eljárásaiban vagy bírósági eljárásokban írhatnak elő. A 31. cikk előírja, hogy a köztisztviselőket előzetes engedély nélkül is felelősségre lehet vonni adminisztratív intézkedéseikért. A 32. cikk alapján bárki bármilyen adminisztratív ügyiratba betekintést nyerhet és arról másolatot kérhet, kivéve ha törvény másképpen rendelkezik.

## A hatalmi ágak
Az alkotmány harmadik részének címe Dde Machten vagy Des Pouvoirs ("A hatalmak" v. "Hatalmi ágak"). A 33. - 166. cikkek, nyolc fejezetben, előírják Belgium kormányzásának módját, a hatalmi ágak szétválasztásának elvével összhangban.
A 34. cikk alapján a hatalom végrehajtását, szerződés vagy törvény alapján, nemzetközi intézményekre lehet delegálni. A 36. cikk alapján a törvényhozó hatalom az uralkodót és a belga parlament két házát, a képviselőházat és a szenátust illeti. A gyakorlatban ez úgy valósul meg, hogy a parlament két háza tárgyalja és fogadja el a törvényeket, amelyek hatályba lépéséhez az uralkodó aláírására van szükség.
A 37. cikk alapján a végrehajtó hatalom az uralkodót illeti, aki gyakorlatban a szövetségi kormánynak adja át a jogosultságot.
Az alkotmány 38. és 39. cikke határozza meg a belga közösségek és a régiók feladatait, jogosultságait, hatáskörét.
A 40. cikk alapján az igazságszolgáltatás a bíróságok feladata, amelyek ítéleteiket és döntéseiket az uralkodó nevében hirdetik ki.

## Fordítás
- Ez a szócikk részben vagy egészben  a   Constitution of Belgium című angol Wikipédia-szócikk fordításán alapul.  Az eredeti cikk szerkesztőit annak laptörténete sorolja fel. Ez a jelzés csupán a megfogalmazás eredetét és a szerzői jogokat jelzi, nem szolgál a cikkben szereplő információk forrásmegjelöléseként.